# Stazione di Besnate
La stazione di Besnate è una fermata ferroviaria posta lungo la linea Luino-Milano, a servizio dell'omonimo comune.

## Storia
Fu aperta nel 1884.

## Strutture e impianti
Il fabbricato viaggiatori a due piani in classico stile ferroviario, ospita la sede della locale Protezione Civile.
Il sedime consta di un unico binario passante, servito da una singola banchina ubicata sul lato del fabbricato viaggiatori.
Prima della realizzazione del CTC l'impianto era una Stazione, con due binari. È stata trasformata in fermata nel 1994, data la vicinanza con la Stazione di Gallarate.

## Movimento
La fermata è servita da treni della linea S30 della rete celere del Canton Ticino, eserciti da TiLo a frequenza bioraria, intercalati da treni regionali Luino–Gallarate di Trenord, anch'essi a frequenza bioraria, per una frequenza complessiva di un treno ogni ora per direzione.

## Servizi
È gestita da Rete Ferroviaria Italiana che ai fini commerciali classifica l'impianto in categoria Bronze, dispone di:
- Sala d'attesa